# Beauvechain
Beauvechain (Bôvètché: Bôvètché), (tiếng Hà Lan: Bevekom)là một đô thị ở tỉnh Walloon Brabant. Tại thời điểm ngày 1 tháng 1 năm 2006, đô thị này có dân số 6.529 người. Tổng diện tích là 38,58 km², với mật độ dân số 169 người trên mỗi km².

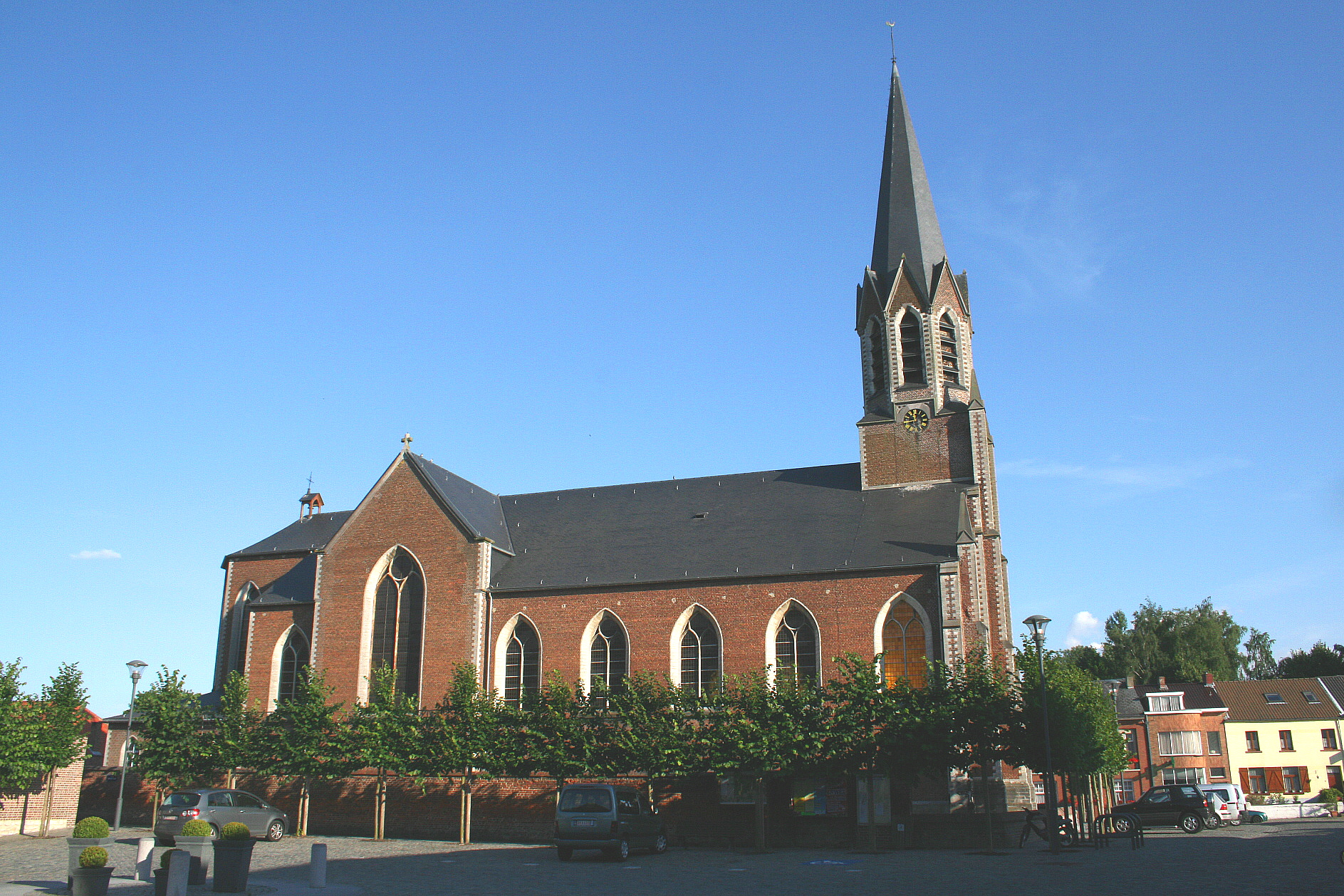
Beauvechain, Nhà thờ St-Sulpice (1853-1860).

Beauvechain có căn cứ không quân của quân đội Bỉ.

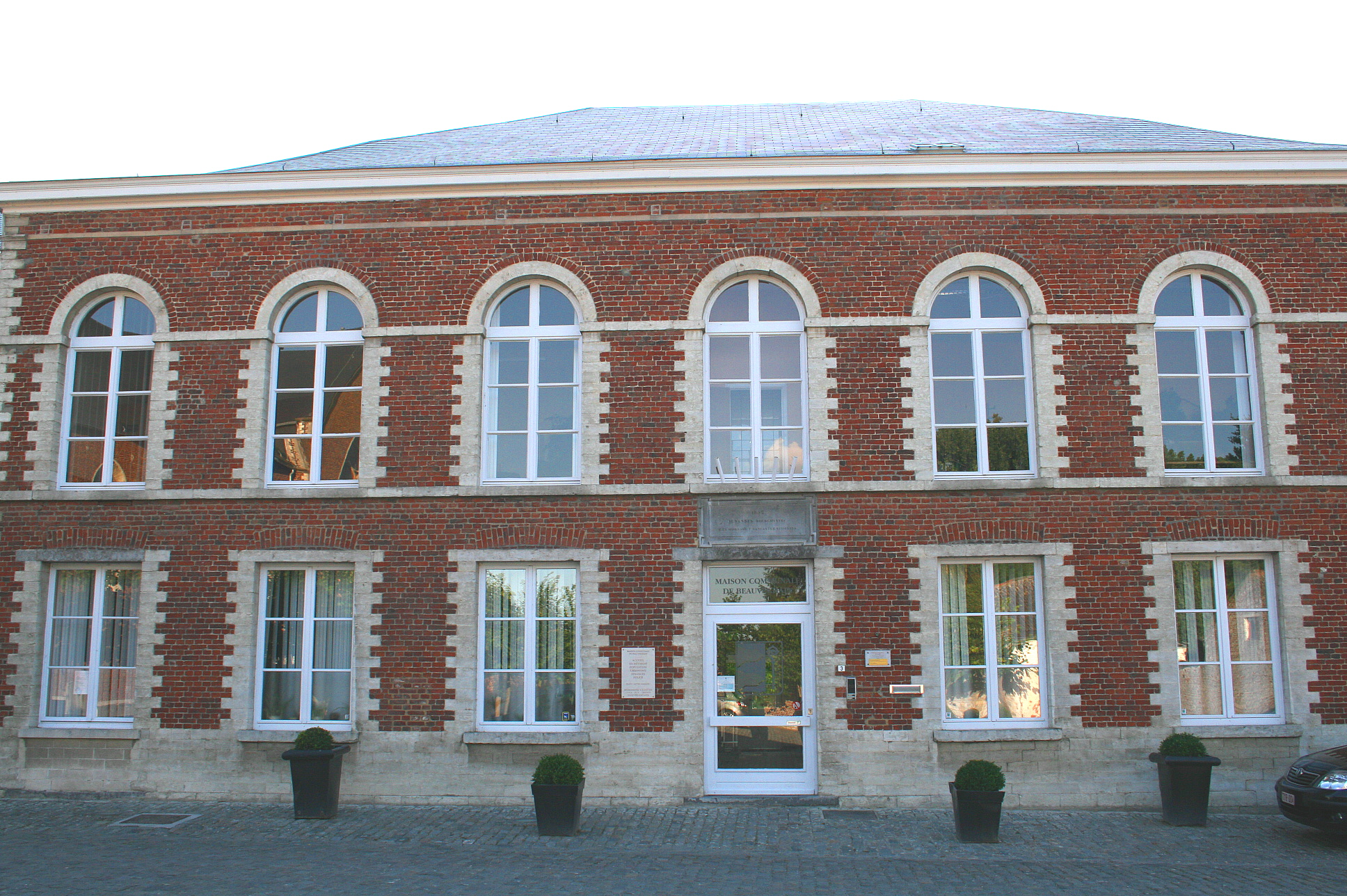
Beauvechain, tòa thị chính.